# میکل گونزالس مارتینز
میکل گونزالس مارتینز (انگلیسی: Mikel González Martínez؛ زادهٔ ۲۴ سپتامبر ۱۹۸۵) یک بازیکن فوتبال اهل اسپانیا است که اکنون در پست مدافع برای تیم رئال سوسیداد بازی می‌کند.